# Велонус
Веленус (лат. Balerus или Belenus) или Велен — царь кадусиев в эпоху правления Шапура I.

## История
После того как римский император Валериан I из-за предательства в битве при Эдессе попал в плен к сасанидам, то царь кадусиев Велен в своем письме сасанидскому шаху Шапуру I, написал так: «Отосланные тобою назад мои вспомогательные отряды, целые и невредимые, я с радостью принял. Но с тем, что ты взял в плен Валериана, государя государей, я не очень тебя поздравляю; я поздравил бы тебя больше, если бы ты его вернул. Ведь римляне грознее тогда, когда они терпят поражение. Действуй так, как подобает благоразумному человеку, и пусть счастье, которое уже многих обмануло, не воспламеняет тебя. У Валериана есть и сын император, и внук Цезарь. А что сказать обо всем римском мире, который целиком поднимается против тебя? Итак, верни Валериана и заключи мир с римлянами, который будет полезен и нам ввиду понтийских племен».